# Meilleurs buteurs de la Ligue des champions de l'UEFA

Cet article liste les meilleurs buteurs de la Ligue des champions de l'UEFA depuis sa création en 1955.
Le Portugais Cristiano Ronaldo est le meilleur buteur de l'histoire de la Ligue des champions avec 141 buts.

## Classement général
Ce tableau présente le classement des vingt meilleurs buteurs de l'histoire de la Ligue des champions de l'UEFA.
Les joueurs participants actuellement à la Ligue des champions 2025-2026 sont inscrits en caractères gras.
| Rang | Joueur               | Période   | Clubs successifs | T.p | P.p | P.f | Matchs | Ratio | Buts |
| ---- | -------------------- | --------- | --- | --- | --- | --- | ------ | ----- | ---- |
| 1    | Cristiano Ronaldo    | 2002-2022 | Sporting Portugal (0), Manchester United (22), Real Madrid (105), Juventus (14)                                         | 1   | 73  | 67  | 187    | 0,75  | 141  |
| 2    | Lionel Messi         | 2004-2023 | FC Barcelone (120), Paris SG (9)                                                                                        | 0   | 80  | 49  | 163    | 0,79  | 129  |
| 3    | Robert Lewandowski   | 2011-     | Borussia Dortmund (17), Bayern Munich (69), FC Barcelone (19)                                                           | 0   | 71  | 34  | 133    | 0,79  | 105  |
| 4    | Karim Benzema        | 2005-2023 | Olympique lyonnais (12), Real Madrid (78)                                                                               | 0   | 56  | 34  | 152    | 0,59  | 90   |
| 5    | Raúl                 | 1995-2011 | Real Madrid (66), Schalke 04 (5)                                                                                        | 0   | 53  | 18  | 144    | 0,49  | 71   |
| 6    | Ruud van Nistelrooy  | 1998-2009 | PSV Eindhoven (9), Manchester United (38), Real Madrid (13)                                                             | 4   | 50  | 6   | 81     | 0,74  | 60   |
| 7    | Andriy Chevtchenko   | 1994-2011 | Dynamo Kiev (22), AC Milan (33), Chelsea FC (4)                                                                         | 11  | 30  | 18  | 116    | 0,51  | 59   |
| 8    | Thomas Müller        | 2009-2025 | Bayern Munich (57) | 0   | 29  | 28  | 166    | 0,34  | 57   |
| 9    | Kylian Mbappé        | 2016-     | AS Monaco (6), Paris SG (42), Real Madrid (7)                                                                           | 0   | 35  | 20  | 87     | 0,63  | 55   |
| 10   | Mohamed Salah        | 2012-     | FC Bâle (5), Chelsea FC (0) AS Rome (1), Liverpool FC (45)                                                              | 4   | 35  | 12  | 98     | 0,52  | 51   |
| 11   | Thierry Henry        | 1997-2012 | AS Monaco (7), Arsenal FC (35), FC Barcelone (9)                                                                        | 1   | 38  | 12  | 115    | 0,44  | 51   |
| 12   | Filippo Inzaghi      | 1997-2010 | Juventus (17), AC Milan (33)                                                                                            | 4   | 30  | 16  | 85     | 0,59  | 50   |
| 13   | Erling Haaland       | 2019-     | Red Bull Salzbourg (8), Borussia Dortmund (15), Manchester City (26)                                                    | 0   | 35  | 14  | 48     | 1,02  | 49   |
| 14   | Alfredo Di Stéfano   | 1955-1964 | Real Madrid (49) |     |     |     | 58     | 0,84  | 49   |
| 15   | Zlatan Ibrahimović   | 2001-2021 | Ajax Amsterdam (7), Juventus (3), Inter Milan (6), FC Barcelone (4), AC Milan (9), Paris SG (20), Manchester United (0) | 1   | 38  | 10  | 128    | 0,38  | 49   |
| 16   | Eusébio              | 1961-1974 | Benfica Lisbonne (47)                                                                                                   |     |     |     | 63     | 0,75  | 47   |
| 17   | Sergio Agüero        | 2008-2021 | Atlético de Madrid (8), Manchester City (39), FC Barcelone (0)                                                          | 6   | 32  | 9   | 83     | 0,57  | 47   |
| 18   | Alessandro Del Piero | 1995-2009 | Juventus (44) | 2   | 33  | 9   | 92     | 0,48  | 44   |
| 19   | Didier Drogba        | 2003-2015 | Olympique de Marseille (5), Chelsea FC (36), Galatasaray (3)                                                            | 0   | 30  | 14  | 94     | 0,47  | 44   |
| 20   | Neymar               | 2013-2023 | FC Barcelone (21), Paris SG (22)                                                                                        | 0   | 30  | 13  | 81     | 0,53  | 43   |

## Palmarès

### Palmarès par édition
Ce tableau retrace les meilleurs buteurs de la Ligue des champions de l'UEFA par saison depuis sa création en 1955 (buts inscrits en tours préliminaires exclus).
Le record de buts sur une saison est détenu par Cristiano Ronaldo avec 17 buts inscrits avec le Real Madrid lors de la saison 2013-2014.
| Saison                              | Joueur                                                                                 | Club | Buts                                |                                     |
| Coupe des clubs champions européens | Coupe des clubs champions européens                                                    | Coupe des clubs champions européens                                                                       | Coupe des clubs champions européens | Coupe des clubs champions européens |
| ----------------------------------- | -------------------------------------------------------------------------------------- | --- | ----------------------------------- | ----------------------------------- |
| 1955-1956                           | Miloš Milutinović                                                                      | FK Partizan Belgrade                                                                                      | 8                                   |                                     |
| 1956-1957                           | Dennis Viollet                                                                         | Manchester United                                                                                         | 9                                   |                                     |
| 1957-1958                           | Alfredo Di Stéfano                                                                     | Real Madrid                                                                                               | 10                                  |                                     |
| 1958-1959                           | Just Fontaine                                                                          | Stade de Reims                                                                                            | 10                                  |                                     |
| 1959-1960                           | Ferenc Puskás                                                                          | Real Madrid                                                                                               | 12                                  |                                     |
| 1960-1961                           | José Águas                                                                             | Benfica Lisbonne                                                                                          | 11                                  |                                     |
| 1961-1962                           | Heinz Strehl                                                                           | 1. FC Nuremberg                                                                                           | 8                                   |                                     |
| 1962-1963                           | José Altafini                                                                          | AC Milan                                                                                                  | 14                                  |                                     |
| 1963-1964                           | Vladimir Kovačević Sandro Mazzola Ferenc Puskás                                        | FK Partizan Belgrade Inter Milan Real Madrid                                                              | 7                                   |                                     |
| 1964-1965                           | Eusébio José Torres                                                                    | Benfica Lisbonne                                                                                          | 9                                   |                                     |
| 1965-1966                           | Eusébio Flórián Albert                                                                 | Benfica Lisbonne Ferencváros TC                                                                           | 7                                   |                                     |
| 1966-1967                           | Paul Van Himst                                                                         | RSC Anderlecht                                                                                            | 6                                   |                                     |
| 1967-1968                           | Eusébio                                                                                | Benfica Lisbonne                                                                                          | 6                                   |                                     |
| 1968-1969                           | Denis Law                                                                              | Manchester United                                                                                         | 9                                   |                                     |
| 1969-1970                           | Mick Jones                                                                             | Leeds United                                                                                              | 8                                   |                                     |
| 1970-1971                           | Antónis Antoniádis                                                                     | Panathinaïkós                                                                                             | 10                                  |                                     |
| 1971-1972                           | Silvester Takač Lou Macari                                                             | Standard de Liège Celtic Glasgow                                                                          | 5                                   |                                     |
| 1972-1973                           | Gerd Müller                                                                            | Bayern Munich                                                                                             | 11                                  |                                     |
| 1973-1974                           | Gerd Müller                                                                            | Bayern Munich                                                                                             | 8                                   |                                     |
| 1974-1975                           | Eduard Markarov Gerd Müller                                                            | Ararat Erevan Bayern Munich                                                                               | 5                                   |                                     |
| 1975-1976                           | Jupp Heynckes                                                                          | Borussia Mönchengladbach                                                                                  | 6                                   |                                     |
| 1976-1977                           | Gerd Müller Franco Cucinotta                                                           | Bayern Munich FC Zurich                                                                                   | 5                                   |                                     |
| 1977-1978                           | Allan Simonsen                                                                         | Borussia Mönchengladbach                                                                                  | 5                                   |                                     |
| 1978-1979                           | Claudio Sulser                                                                         | Grasshopper Club Zurich                                                                                   | 11                                  |                                     |
| 1979-1980                           | Søren Lerby                                                                            | Ajax Amsterdam                                                                                            | 10                                  |                                     |
| 1980-1981                           | Karl-Heinz Rummenigge Terry McDermott Graeme Souness                                   | Bayern Munich Liverpool FC                                                                                | 6                                   |                                     |
| 1981-1982                           | Dieter Hoeness                                                                         | Bayern Munich                                                                                             | 7                                   |                                     |
| 1982-1983                           | Paolo Rossi                                                                            | Juventus                                                                                                  | 6                                   |                                     |
| 1983-1984                           | Viktor Sokol                                                                           | Dinamo Minsk                                                                                              | 6                                   |                                     |
| 1984-1985                           | Torbjörn Nilsson Michel Platini                                                        | IFK Göteborg Juventus                                                                                     | 7                                   |                                     |
| 1985-1986                           | Torbjörn Nilsson                                                                       | IFK Göteborg                                                                                              | 7                                   |                                     |
| 1986-1987                           | Borislav Cvetković                                                                     | Étoile Rouge de Belgrade                                                                                  | 7                                   |                                     |
| 1987-1988                           | Petar Novák Rabah Madjer Jean-Marc Ferreri Ally McCoist Rui Águas Gheorghe Hagi Míchel | Sparta Prague FC Porto Girondins de Bordeaux Glasgow Rangers Benfica Lisbonne Steaua Bucarest Real Madrid | 4                                   |                                     |
| 1988-1989                           | Marco van Basten                                                                       | AC Milan                                                                                                  | 10                                  |                                     |
| 1989-1990                           | Romário Jean-Pierre Papin                                                              | PSV Eindhoven Olympique de Marseille                                                                      | 6                                   |                                     |
| 1990-1991                           | Peter Pacult Jean-Pierre Papin                                                         | FC Tirol Innsbruck Olympique de Marseille                                                                 | 6                                   |                                     |
| 1991-1992                           | Jean-Pierre Papin Sergei Yuran                                                         | Olympique de Marseille Benfica Lisbonne                                                                   | 7                                   |                                     |
| Ligue des champions de l'UEFA       |                                                                                        | |                                     |                                     |
| 1992-1993                           | Romário                                                                                | PSV Eindhoven                                                                                             | 7                                   |                                     |
| 1993-1994                           | Wynton Rufer Ronald Koeman                                                             | Werder Brême FC Barcelone                                                                                 | 8                                   |                                     |
| 1994-1995                           | George Weah                                                                            | Paris Saint Germain                                                                                       | 7                                   |                                     |
| 1995-1996                           | Jari Litmanen                                                                          | Ajax Amsterdam                                                                                            | 9                                   |                                     |
| 1996-1997                           | Milinko Pantić                                                                         | Atlético de Madrid                                                                                        | 5                                   |                                     |
| 1997-1998                           | Alessandro Del Piero                                                                   | Juventus                                                                                                  | 10                                  |                                     |
| 1998-1999                           | Andriy Chevtchenko Dwight Yorke                                                        | Dynamo Kiev Manchester United                                                                             | 8                                   |                                     |
| 1999-2000                           | Mário Jardel Rivaldo Raúl                                                              | FC Porto FC Barcelone Real Madrid                                                                         | 10                                  |                                     |
| 2000-2001                           | Raúl                                                                                   | Real Madrid                                                                                               | 7                                   |                                     |
| 2001-2002                           | Ruud van Nistelrooy                                                                    | Manchester United                                                                                         | 10                                  |                                     |
| 2002-2003                           | Ruud van Nistelrooy                                                                    | Manchester United                                                                                         | 12                                  |                                     |
| 2003-2004                           | Fernando Morientes                                                                     | AS Monaco                                                                                                 | 9                                   |                                     |
| 2004-2005                           | Ruud van Nistelrooy                                                                    | Manchester United                                                                                         | 8                                   |                                     |
| 2005-2006                           | Andriy Chevtchenko                                                                     | AC Milan                                                                                                  | 9                                   |                                     |
| 2006-2007                           | Kaká                                                                                   | AC Milan                                                                                                  | 10                                  |                                     |
| 2007-2008                           | Cristiano Ronaldo                                                                      | Manchester United                                                                                         | 8                                   |                                     |
| 2008-2009                           | Lionel Messi                                                                           | FC Barcelone                                                                                              | 9                                   |                                     |
| 2009-2010                           | Lionel Messi                                                                           | FC Barcelone                                                                                              | 8                                   |                                     |
| 2010-2011                           | Lionel Messi                                                                           | FC Barcelone                                                                                              | 12                                  |                                     |
| 2011-2012                           | Lionel Messi                                                                           | FC Barcelone                                                                                              | 14                                  |                                     |
| 2012-2013                           | Cristiano Ronaldo                                                                      | Real Madrid                                                                                               | 12                                  |                                     |
| 2013-2014                           | Cristiano Ronaldo                                                                      | Real Madrid                                                                                               | 17                                  |                                     |
| 2014-2015                           | Neymar Cristiano Ronaldo Lionel Messi                                                  | FC Barcelone Real Madrid FC Barcelone                                                                     | 10                                  |                                     |
| 2015-2016                           | Cristiano Ronaldo                                                                      | Real Madrid                                                                                               | 16                                  |                                     |
| 2016-2017                           | Cristiano Ronaldo                                                                      | Real Madrid                                                                                               | 12                                  |                                     |
| 2017-2018                           | Cristiano Ronaldo                                                                      | Real Madrid                                                                                               | 15                                  |                                     |
| 2018-2019                           | Lionel Messi                                                                           | FC Barcelone                                                                                              | 12                                  |                                     |
| 2019-2020                           | Robert Lewandowski                                                                     | Bayern Munich                                                                                             | 15                                  |                                     |
| 2020-2021                           | Erling Haaland                                                                         | Borussia Dortmund                                                                                         | 10                                  |                                     |
| 2021-2022                           | Karim Benzema                                                                          | Real Madrid                                                                                               | 15                                  |                                     |
| 2022-2023                           | Erling Haaland                                                                         | Manchester City                                                                                           | 12                                  |                                     |
| 2023-2024                           | Kylian Mbappé Harry Kane                                                               | Paris Saint-Germain Bayern Munich                                                                         | 8                                   |                                     |
| 2024-2025                           | Raphinha Serhou Guirassy                                                               | FC Barcelone Borussia Dortmund                                                                            | 13                                  |                                     |

### Palmarès par joueur
Le Portugais Cristiano Ronaldo compte sept titres de meilleur buteur de la Ligue des champions.
Il a d'ailleurs remporté six titres successivement.
| Rang | Joueur              | Titres | Saisons                                                                      |
| ---- | ------------------- | ------ | ---------------------------------------------------------------------------- |
| 1    | Cristiano Ronaldo   | 7      | 2007-2008, 2012-2013, 2013-2014, 2014-2015*, 2015-2016, 2016-2017, 2017-2018 |
| 2    | Lionel Messi        | 6      | 2008-2009, 2009-2010, 2010-2011, 2011-2012, 2014-2015*, 2018-2019            |
| 3    | Gerd Müller         | 4      | 1972-1973, 1973-1974, 1974-1975*, 1976-1977*                                 |
| 4    | Eusébio             | 3      | 1964-1965*, 1965-1966*, 1967-1968                                            |
| 4    | Jean-Pierre Papin   | 3      | 1989-1990*, 1990-1991*, 1991-1992*                                           |
| 4    | Ruud van Nistelrooy | 3      | 2001-2002, 2002-2003, 2004-2005                                              |
| 7    | Ferenc Puskás       | 2      | 1959-1960, 1963-1964*                                                        |
| 7    | Torbjörn Nilsson    | 2      | 1984-1985*, 1985-1986                                                        |
| 7    | Romário             | 2      | 1989-1990*, 1992-1993                                                        |
| 7    | Raúl                | 2      | 1999-2000*, 2000-2001                                                        |
| 7    | Andriy Chevtchenko  | 2      | 1998-1999*, 2005-2006                                                        |
| 7    | Erling Haaland      | 2      | 2020-2021, 2022-2023                                                         |

* titre partagé par deux joueurs ou plus.

### Palmarès par club
Le Real Madrid a eu treize fois dans son équipe le meilleur buteur de la Ligue des champions dont six fois successivement (de 2013 à 2018).
| Rang | Club                     | Titres | Joueurs                                                                                              |
| ---- | ------------------------ | ------ | --- |
| 1    | Real Madrid              | 13     | Alfredo Di Stéfano, Ferenc Puskás* (×2), Míchel*, Raúl* (×2), Cristiano Ronaldo* (x6), Karim Benzema |
| 2    | FC Barcelone             | 10     | Ronald Koeman*, Rivaldo*, Lionel Messi* (×6), Neymar*, Raphinha*                                     |
| 3    | Bayern Munich            | 8      | Gerd Müller* (x4), Karl-Heinz Rummenigge*, Dieter Hoeness, Robert Lewandowski, Harry Kane*           |
| 4    | Benfica Lisbonne         | 7      | José Águas, Eusébio* (×3), José Torres*, Rui Águas*, Sergei Yuran*                                   |
| 4    | Manchester United        | 7      | Dennis Viollet, Denis Law, Dwight Yorke*, Ruud van Nistelrooy (x3), Cristiano Ronaldo                |
| 6    | AC Milan                 | 4      | José Altafini, Marco van Basten, Andriy Chevtchenko, Kaká                                            |
| 7    | Olympique de Marseille   | 3      | Jean-Pierre Papin* (x3)                                                                              |
| 7    | Juventus                 | 3      | Paolo Rossi, Michel Platini*, Alessandro Del Piero                                                   |
| 9    | FK Partizan Belgrade     | 2      | Miloš Milutinović, Vladimir Kovačević*                                                               |
| 9    | Borussia Mönchengladbach | 2      | Jupp Heynckes, Allan Simonsen                                                                        |
| 9    | Liverpool FC             | 2      | Terry McDermott*, Terry McDermott*                                                                   |
| 9    | IFK Göteborg             | 2      | Torbjörn Nilsson* (×2)                                                                               |
| 9    | PSV Eindhoven            | 2      | Romário* (×2)                                                                                        |
| 9    | Ajax Amsterdam           | 2      | Søren Lerby, Jari Litmanen                                                                           |
| 9    | FC Porto                 | 2      | Rabah Madjer*, Mário Jardel*                                                                         |
| 9    | Paris Saint-Germain      | 2      | George Weah, Kylian Mbappé*                                                                          |
| 9    | Borussia Dortmund        | 2      | Erling Haaland, Serhou Guirassy*                                                                     |

* titre partagé par deux joueurs ou plus.

### Palmarès par pays
Le Portugal a eu treize fois l'un de ses représentants titré meilleur buteur de la Ligue des champions.
| Rang | Pays             | Titres | Joueurs                                                                                               |
| ---- | ---------------- | ------ | --- |
| 1    | Portugal         | 13     | José Águas, José Torres, Eusébio* (x3), Rui Águas*, Cristiano Ronaldo* (x7)                           |
| 2    | Allemagne        | 8      | Heinz Strehl, Gerd Müller* (x4), Jupp Heynckes, Karl-Heinz Rummenigge*, Dieter Hoeness                |
| 2    | France           | 8      | Just Fontaine, Michel Platini*, Jean-Marc Ferreri*, Jean-Pierre Papin*, Karim Benzema, Kylian Mbappé* |
| 4    | Brésil           | 7      | Romário* (×2), Mário Jardel* et Rivaldo* (la même année), Kaká, Neymar*, Raphinha*                    |
| 5    | Espagne          | 6      | Alfredo Di Stéfano, Ferenc Puskás*, Míchel*, Raúl* (×2), Fernando Morientes                           |
| 5    | Argentine        | 6      | Lionel Messi* (x6)                                                                                    |
| 7    | Yougoslavie      | 5      | Miloš Milutinović, Vladimir Kovačević*, Silvester Takač*, Borislav Cvetković, Milinko Pantić*         |
| 7    | Italie           | 5      | José Altafini, Sandro Mazzola*, Franco Cucinotta*, Paolo Rossi, Alessandro Del Piero                  |
| 7    | Pays-Bas         | 5      | Marco van Basten, Ronald Koeman*, Ruud van Nistelrooy (x3)                                            |
| 10   | Écosse           | 4      | Denis Law, Lou Macari*, Graeme Souness*, Ally McCoist*                                                |
| 10   | Angleterre       | 4      | Dennis Viollet, Mick Jones, Terry McDermott*, Harry Kane*                                             |
| 12   | Ukraine          | 3      | Sergei Yuran*, Andriy Chevtchenko* (×2)                                                               |
| 13   | Hongrie          | 2      | Ferenc Puskás, Flórián Albert*                                                                        |
| 13   | Danemark         | 2      | Allan Simonsen, Søren Lerby                                                                           |
| 13   | Union soviétique | 2      | Eduard Markarov*, Viktor Sokol                                                                        |
| 13   | Suède            | 2      | Torbjörn Nilsson* (×2)                                                                                |
| 13   | Norvège          | 2      | Erling Haaland (×2)                                                                                   |

* titre partagé par deux joueurs ou plus.

### Palmarès par championnat
LaLiga a eu vingt-quatre fois parmi son championnat le meilleur buteur de la Ligue des champions, dont onze fois successivement (de 2009 à 2019).
| Rang | Championnat          | Titres | Joueurs |
| ---- | -------------------- | ------ | --- |
| 1    | LaLiga               | 24     | Alfredo Di Stéfano, Ferenc Puskás* (×2), Míchel*, Ronald Koeman*, Milinko Pantić, Rivaldo*, Raúl* (×2), Lionel Messi* (×6), Cristiano Ronaldo* (x6), Neymar*, Karim Benzema, Raphinha*  |
| 2    | Bundesliga           | 14     | Heinz Strehl, Gerd Müller* (x4), Jupp Heynckes, Allan Simonsen, Karl-Heinz Rummenigge*, Dieter Hoeness, Wynton Rufer, Robert Lewandowski, Erling Haaland, Harry Kane*, Serhou Guirassy* |
| 3    | Premier League       | 11     | Dennis Viollet, Denis Law, Mick Jones, Terry McDermott*, Terry McDermott*, Dwight Yorke*, Ruud van Nistelrooy (x3), Cristiano Ronaldo, Erling Haaland                                   |
| 4    | Liga                 | 9      | José Águas, Eusébio* (×3), José Torres*, Rabah Madjer*, Rui Águas*, Sergei Yuran*, Mário Jardel*                                                                                        |
| 5    | Serie A              | 8      | José Altafini, Sandro Mazzola*, Paolo Rossi, Michel Platini*, Marco van Basten, Alessandro Del Piero, Andriy Chevtchenko, Kaká                                                          |
| 5    | Ligue 1              | 8      | Just Fontaine, Jean-Marc Ferreri*, Jean-Pierre Papin* (x3), George Weah, Fernando Morientes, Kylian Mbappé*                                                                             |
| 7    | Eredivisie           | 4      | Søren Lerby, Romário* (×2), Jari Litmanen |
| 8    | Prva liga            | 3      | Miloš Milutinović, Vladimir Kovačević*, Borislav Cvetković |
| 9    | Division 1A          | 2      | Paul Van Himst, Silvester Takač* |
| 9    | Super League         | 2      | Franco Cucinotta*, Claudio Sulser |
| 9    | Vyschaïa Liga        | 2      | Eduard Markarov*, Viktor Sokol |
| 9    | Allsvenskan          | 2      | Torbjörn Nilsson* (×2) |
| 9    | Scottish Premiership | 2      | Lou Macari*, Ally McCoist* |

* titre partagé par deux joueurs ou plus.